# Maksymin
Maksymin – imię męskie pochodzenia łacińskiego. Wśród patronów – św. Maksymin (†IV wiek).
W Polsce dawnej imię nie było poświadczone dokumentami. W XXI wieku imię rzadkie. W styczniu 2025 r. w rejestrze PESEL, wśród publicznie dostępnych danych dotyczących osób żyjących, wykazano 8 mężczyzn o imieniu Maksymin nadanym jako imię pierwsze.
Maksymin imieniny obchodzi: 29 maja, 8 czerwca i 15 grudnia.

## Mężczyźni o imieniu Maksymin
- Maksymin Trak – cesarz rzymski
- Maksymin z Trewiru (zm. 346) – biskup, święty katolicki, wspomnienie 29 maja
- Maksymin Daja – cesarz rzymski
- Maximin Isnard – polityk francuski czasów Wielkiej Rewolucji Francuskiej, żyrondysta.